# Neuenwirtshaus
Neuenwirtshaus (historisch Neuenwirthshaus) ist ein Gemeindeteil der Gemeinde Guttenberg im Landkreis Kulmbach (Oberfranken, Bayern). Neuenwirtshaus liegt in der Gemarkung Guttenberg.

## Geografie
Der heute aus sechs Wohngebäuden bestehende Weiler liegt auf einem Hochplateau des Frankenwaldes und ist unmittelbar von Acker- und Grünland umgeben. Ein Anliegerweg führt 0,4 km südöstlich zur Kreisstraße KU 13 zwischen Maierhof im Süden und Tannenwirtshaus im Osten.

## Geschichte
Ursprünglich bestand der Ort nur aus einem Wirtshaus, das an der Straße errichtet wurde, die von Stadtsteinach über Marktleugast nach Münchberg führte.
Gegen Ende des 18. Jahrhunderts bestand Neuenwirtshaus aus einem Wirtshaus und einem Häuslein. Das Hochgericht übte das Burggericht Guttenberg aus. Es hatte ggf. an das bambergische Centamt Marktschorgast auszuliefern. Die Grundherrschaft oblag dem Burggericht Guttenberg.
Mit dem Gemeindeedikt wurde Neuenwirtshaus dem 1812 gebildeten Steuerdistrikt Guttenberg und der im selben Jahr gebildeten Gemeinde Guttenberg zugewiesen.
Der Gemeindeteilname wurde durch das Landratsamt Kulmbach mit Bescheid vom 1. Juli 2009 von Neuenwirthshaus in Neuenwirtshaus geändert.

### Ehemaliges Baudenkmal
- Haus Nr. 3: Am vollständig erneuerten, verkürzten ehemaligen Wohnstallhaus noch zwei ältere Sandsteintürrahmungen erhalten; profiliert, Sturz leicht stichbogig, Scheitelstein über Wohnungstür bezeichnet „A·M·H“ darunter „IHS 1802“ (mit Kreuz und Herz), über Stalltür Lamm mit Siegesfahne. – Ehemalige Flurküche mit Tonnengewölbe, ebensolcher Keller mit Tiefbrunnen.[9]

### Einwohnerentwicklung
| Jahr      | 001818 | 001819 | 001861 | 001871 | 001885 | 001900 | 001925 | 001950 | 001961 | 001970 | 001987 |
| Einwohner |        | 15     | 23     | 22     | 17     | 18     | 17     | 16     | 12     | 13     | 13     |
| Häuser    | 3      |        |        |        | 3      | 3      | 3      | 2      | 2      |        | 2      |
| Quelle    | [ 7 ]  | [ 11 ] | [ 12 ] | [ 13 ] | [ 14 ] | [ 15 ] | [ 16 ] | [ 17 ] | [ 18 ] | [ 19 ] | [ 1 ]  |

## Religion
Neuenwirtshaus ist seit der Reformation gemischt konfessionell. Die Katholiken sind nach St. Jakobus der Jüngere (Guttenberg) gepfarrt, die Protestanten nach St. Georg (Guttenberg).